# Sepsikt
Sepsikt (en rus: Сэпсикт) és un poble de la República de Komi, a Rússia, segons el cens del 2010 tenia vuit habitants.